# Lȧȧz Rockit
Lȧȧz Rockit — американская трэш-метал-группа, образованная в Сан-Франциско, Калифорния, в 1981 году. Они наиболее известны своей связью с трэш-металлической сценой района залива Сан-Франциско 1980-х годов, и вхождением в так называемую «большую шестерку» сан-францисской сцены, наряду с Exodus, Testament, Death Angel, Forbidden и Vio-lence.

## История

### Ранние годы, пауэр-творчество (1981—1985)
Первоначально называвшаяся Depth Charge, Lȧȧz Rockit была сформирована в Беркли, Калифорния, вокалистом Майклом Кунсом и гитаристом Аароном Джеллумом. Кунсу было 17 лет, он только что закончил среднюю школу, а Джеллуму было 18, он был занят учёбой в колледже и катанием на мотоциклах, и они имели общие музыкальные вкусы. После выступлений с разными участниками Кунс и Джеллум познакомились с гитаристом Филом Кеттнером и барабанщиком Виктором Аньелло в конце 1982 и начале 1983 года соответственно. К тому времени, когда к группе присоединился басист Вилли Ланге, чтобы полностью укомплектовать группу, Depth Charge сменили свое название на Lȧȧz Rockit. Название означает искажённое именование противотанкового орудия M72 LAW (LAWS Rocket), которое было выбрано после просмотра фильма «Блюститель закона», где герой Клинта Иствуда в финале фильма уничтожает сторожевую вышку из этого орудия. В отличие от традиционного для метал-групп стилизующего умлаюта в название группы над гласными A стоит одна точка. Их первой записью было демо Prelude to Death, выпущенное в том же году. Позже они подписали контракт с Target Records, где смогли записать свой дебютный альбом City’s Gonna Burn, выпущенный в 1984 году и выдержанный в глэмовом стиле, за которым последовал чуть более тяжёлый No Stranger to Danger в 1985 году. В этот период Lȧȧz Rockit играли с самыми разными группами, такими как «большая четверка» (Metallica, Slayer, Megadeth и Anthrax), Exodus, Ratt, WASP, Girlschool, Y&amp;T, Leatherwolf, Kix, Dark Angel, Suicidal Tendencies, Stryper и Armored Saint, а также они впервые выступили в Европе в 1986 году, поддерживая в туре Motörhead. Совместный тур и влияние британцев помогло сформировать новое, более тяжёлое музыкальное направление для группы и обеспечило большую известность Lȧȧz Rockit у европейских фанатов.

### Пик популярности, распад группы (1986—1993)
Lȧȧz Rockit выпустил следующие два альбома, Know Your Enemy в 1987 году и Annihilation Principle в 1989 году, под своим новым лейблом Roadrunner Records / Enigma Records, и оба альбома были хорошо приняты фанатами и критиками, и они увидели, что они делят сцену с такими громкими именами, как Metallica, Megadeth, Exodus, Anthrax, Overkill, Testament, MOD, Celtic Frost, Kreator, Voivod, Nuclear Assault, Violence, Forbidden, Metal Church, DBC, Suicidal Tendencies, Cro-Mags, Faith No More и LA Guns. Позже, в 1989 году, Ланге, Кеттнер и Агнелло покинули группу по различным причинам, оставив Кунса и Джеллама единственными оставшимися оригинальными участниками. Вскоре к ним присоединились гитарист Скотт Сарджент, басист Скотт Домингес и барабанщик Дэйв Чаварри. В 1990 году группа в виде синглов выпускает 2 песни: каверна Dead Kennedys «Holiday in Cambodia» и написанную для фильма "Техасская резня бензопилой 3" «Leatherface», на которую был снят клип. В 1991 году вышел последний перед распадом группы альбом Nothing’s Sacred. После гастролей по США и Европе с 1991 по 1992 год и выступления в Японии в 1992 году группа распалась. Затем большинство участников сформировали не продержавшуюся на сцене долго трэш-металлическую группу Gack, ориентированную на грув, заменив Чаварри барабанщиком Defiance Мэттом Вандером Энде.

### Воссоединение и перерыв (2005 — настоящее время)
В 2005 году Lȧȧz Rockit впервые за долгое время воссоединились в первоначальном составе, отыграв концерт на Dynamo Open Air в мае 2005 года. 9 июля 2005 года они объединились с другими группами, чтобы выступить в Сан-Франциско на благотворительном концерте, получившем название Thrash Against Cancer. В сентябре 2005 года группа отыграла несколько концертов в Японии. В 2006 году на лейбле Old School Metal Records был издан DVD под названием Live Untold. Изначально Lȧȧz Rockit заявляли, что не будут записывать новый альбом. Однако популярность их выступлений в 2007 году и высокие продажи их DVD Live Untold, они объявили, что возьмутся за работу, результатом которой должен стать новый альбом, который будет выпущен в 2007 или начале 2008 года. В 2007 году к группе присоединился новый барабанщик Скай Харрис. 27 мая 2008 года Lȧȧz Rockit разместили на своей официальной странице Myspace две новые песни из своего будущего релиза Left for Dead. Альбом был выпущен 25 июля 2008 года на немецком лейбле Massacre Records. Они также объявили, что все старые альбомы, кроме Nothing’s Sacred, получат ремастер и будут переизданы.
9 декабря 2011 года группа выступила на разогреве у Metallica на третьем концерте вечеринки в честь их 30-летия группы в The Fillmore.
1 июня 2014 года барабанщик Виктор Аньелло умер в возрасте 50 лет после более года борьбы с лейкемией. 23 октября 2018 года басист Вилли Ланге скончался в возрасте 57 лет от несовместимых с жизнью травм, полученных в результате аварии на мотоцикле.
Текущий статус группы неясен. Хотя о распаде нигде не объявлялось, они не давали концертов с выступления на разогреве для Metallica в 2011 году. Помимо этого, их официальный сайт прекратил свое существование к марту 2017 года. Несмотря на это, были отрывочные сообщения о том, что группа работает над продолжением альбома Left for Dead 2008 года.

## Участники
Последний состав группы:
- Майкл Кунс — вокал (1981—1992, 2005—2011)
- Аарон Джелум — гитара (1981—1992, 2005—2011)
- Фил Кеттнер — гитары (1981—1989, 2005—2011)
- Скай Харрис — ударные (2007—2011)

Бывшие участники
- Скотт Веллер — гитары (1989—1990)
- Скотт Сарджент — гитары (1991—1992)
- Дэйв Старр — бас (1981—1983)
- Вилли Ланге — бас (1983—1989, 2005—2011; умер в 2018 г.)
- Джон Торрес — бас (1989—1990; умер в 2013)
- Скотт Домингес — бас (1991—1992)
- Виктор Аньелло — ударные (1983—1989, 2005—2006; умер в 2014 г.)
- Свен Содерлунд — ударные (1989—1990)
- Дэйв Чаварри — ударные (1991—1992)

## Дискография
Студийные альбомы
- City's Gonna Burn (1984)
- No Stranger to Danger (1985)
- Know Your Enemy (1987)
- Annihilation Principle (1989)
- Nothing's Sacred (стилизовано как NOTHING$ $ACRED ) (1991)
- Left for Dead (2008)

Синглы
- "Leatherface" (1990)
- "Holiday in Cambodia" (1990)

Видеоклипы
- "Fire in the Hole" (1989)
- "Leatherface" (1990)
- "In the Name of the Father and the Gun..." (1991)

Демозаписи
- Prelude to Death (1983)

Живые альбомы
- Taste of Rebellion – Live in Citta (1992)

Видео
- European Meltdown (1988)
- Taste of Rebellion – Live in Citta (1992)
- Live Untold (2006)